# 상급지도자
상급지도자(Oberführer)는 1921년부터 사용된 나치당의 초기 준군사 계급이다.
일반적으로 특정 지구의 준군사 집단을 맡은 나치 당원에게 수여되었다. 1921년부터 1925년까지 상급지도자는 돌격대(SA) 내부에서 일종의 칭호로만 사용되었지만 1926년 이후 실제 계급이 되었다. 
SS에서 사용된 계급이기도 했던 상급지도자는 1925년 제정되어 독일 전역에 설치되어 각 지역의 SS를 통괄하는 친위대 대관구(SS-Gaus)의 수장에게 수여되었다. 1930년, SS가 SS집단과 SS여단을 재편하면서 상급지도자는 여단지도자의 하위 계급이 되었다. 
1932년, 상급지도자는 SS와 SA 양쪽 모두에 제정되었고, 1성 장군인 독일 육군 소장에 상응하는 계급으로 취급되었다. 상급지도자는 제복 목깃에 두 장의 떡갈 나뭇잎이 그려진 금장을 그리고 견장과 옷깃에 장성임을 알리는 견장을 부착했다. 1938년, 후에 무장친위대로 발전한 SS전투부대가 창설되면서 SS상급지도자의 지위에 변화가 일기 시작했다. 여단지도자가 실제로는 1성 장군인 독일 육군 소장으로 그리고 연대지도자가 독일 육군 대령과 동급으로 취급되면서 상급지도자는 육군 대령과 육군 소장 사이에 위치하는 과도기적인 계급으로 격이 하락했다(이에 따라 준장 계급이 존재하는 영미 측에서는 편의상 SS준장이라고 표기하는 경우도 있었다). 그 결과, 무장친위대와 경찰부대에서는 장성급이 아니라 영관급으로 취급되었고 명칭 또한 상급대령을 사용하게 되었다. 무장친위대 소속이라면 "무장 친위대 상급대령", 경찰부대 소속이라면 "경찰 상급대령"이라고 표기한다. 
상급지도자를 역임한 가장 유명한 인물로 영화 쉰들러 리스트로 후세에도 자신의 존재를 알리고 있는 냉혹하고 타산적인 성격의 바르샤바 SS경찰지도자 율리안 셰르너(Julian Scherner)를 꼽을 수 있다. 실제 SS 창립자인 에밀 마우리체(Emil Maurice) 또한 상급지도자를 역임했다. 

## 같이 보기
- 무장친위대의 병과색